# محمد یولا
محمد یولا (انگلیسی: Mohamed Youla؛ زادهٔ ۹ ژوئیهٔ ۱۹۹۶) بازیکن فوتبال اهل گینه است.
وی همچنین در تیم ملی فوتبال گینه بازی کرده است.